# Chiesa di San Domenico al Rosario

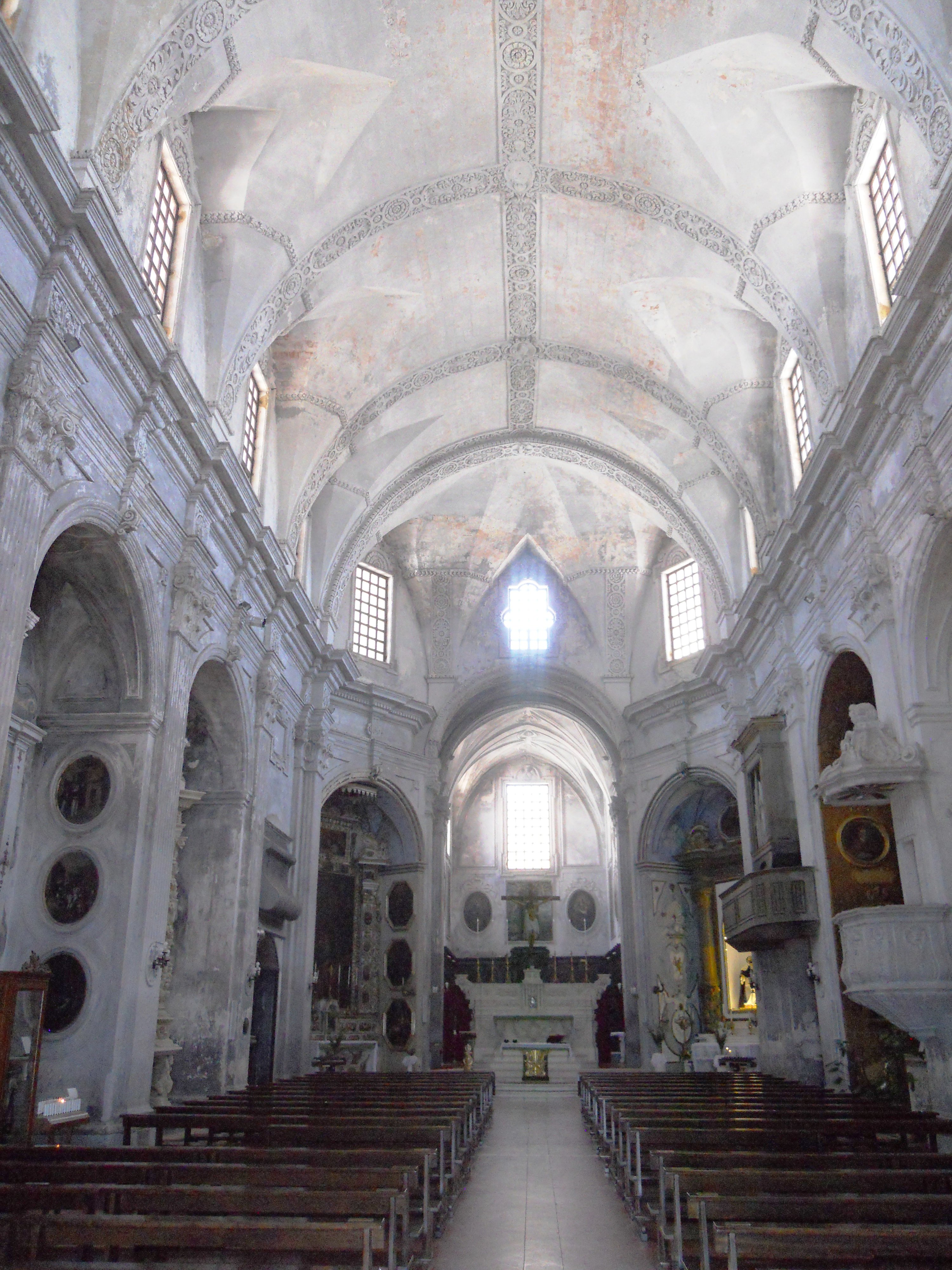
Interno

La chiesa di San Domenico al Rosario, annessa all'ex convento dei domenicani, è un luogo di culto cattolico di Gallipoli edificato nel 1696. Realizzata su progetto del maestro Valerio Margoleo di Martano, sorge sui resti di un edificio sacro preesistente di cui rimangono alcuni elementi architettonici. È sede della storica Confraternita del rosario.

## Architettura

### Prospetto
La chiesa si presenta con un elegante prospetto articolato su due ordini e presenta otto nicchie e tre finestre, con cornici intagliate nel carparo locale, arricchite da putti e motivi floreali. 

### Interno
L'interno, a navata unica ottagonale con volta in pietra finemente decorata, ospita dieci altari barocchi impreziositi da alcune tele del pittore gallipolino Giovanni Domenico Catalano raffiguranti la Circoncisione di Gesù, la Vergine con il Bambino, i Santi Pietro Martire e Giovanni Evangelista e l'Annunciazione. Di gran pregio sono inoltre le statue lignee di san Domenico di Guzman e di san Vincenzo Ferreri. Nei locali adibiti a sagrestia si conserva l'albero genealogico della casa reale aragonese.
L'adiacente chiostro del convento presenta alcuni affreschi raffiguranti la flotta cristiana all'ancora nella rada di Gallipoli dopo la battaglia di Lepanto.